# Ho (famiglia)

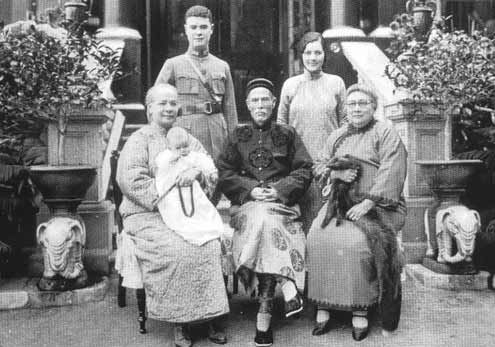
Robert Hotung con la famiglia

Quella degli Ho è un'importante famiglia di Hong Kong che ha dato alla colonia importanti esponenti della società, tra cui l'imprenditore e filantropo Robert Hotung, l'artista marziale Bruce Lee e l'imprenditore Stanley Ho.

## Origini
La famiglia venne fondata negli anni '90 del XIX secolo ed è ancora oggi considerata una delle quattro principali famiglie di Hong Kong durante il periodo coloniale. Il padre di Robert Hotung è Lui Shiwen (29 agosto 1839 - 10 novembre 1892) che adottò per primo il cognome cinese "Ho" per meglio integrarsi all'interno della società cinese. Egli infatti era un ebreo olandese e portava il cognome di Bosman che traslitterano diveniva appunto "Ho Zeman".
La famiglia raggiunse il picco dell'importanza con Robert Hotung che divenne all'inizio del Novecento uno degli uomini d'affari più ricchi di Hong Kong. Fu lui a far costruire gli Ho Tung Gardens, la residenza più prestigiosa della famiglia.

## Albero genealogico
- Charles Henry Maurice Bosman (Lui Shiwen), sp. Sze Tai
  - He Yizhai (F), sposò Cai Shengnan
    - Cai Pusheng
      - Cai Zelin (Jimmy Tsoi)

    - Cai Jieqing

  - Robert Hotung, sposò Margaret MacLean in prime nozze, in seconde nozze Clara Cheung Ching Yung; ebbe come concubina Kitty Hung
    - Lui Shirong
    - Ho Jinzi (Victoria), sposò Lo Man-kam, membro del consiglio legislativo di Hong Kong
      - Luo Peijun (Gwendolin)
      - Luo Dequan (Wilbur)
      - Luopei Yao (Phoebe), sposò Howard Brown
      - Luo Peijian (Vera), sposò Xu Xiangen
      - Luopei Xian (Rita), sposò Qiujian Jiang (Rudy Khoo)
      - Luo Deyi, sposò Tamara Federova (divorzio), sposò in seconde nozze Zhang Huiyu; presidente della società degli avvocati e membro del consiglio legislativo di Hong Kong

    - Ho Shiqin (Henry)
    - Ho Huizi (Daisy), sposò Ouyang Boxiang
    - Ho Chunzi (Mary), sposò Huang Xilin
    - Ho Shizhen (Edward), sposò Mordia O'Shea
      - Eric Hotung, sposò Lei Annie, uomo d'affari e filantropo di Hong Kong
        - Mai Yuming (ribattezzato Ho Dong Yuming), sposò He Yuqi (illegittimo), sposò in seconde nozze Chen Fusheng (divorzio)
        - altri sette figli

      - Ho Hongxian (Paddy)
      - Egli Hongqing Sir (Joseph), sposò Mary McGinley (divorzio), sposò Ann Carlo
      - Ho Shujun (Tony)
      - Ho Li Jun (Mary), sposò Robert Ketterer (divorzio)

    - Ho Yizi (Eva)
    - Ho Qizi (Irene), sposò Zheng Xiangxian, educatrice
    - Ho Shili (Robert), sposò Hesta Hung, generale dell'esercito della Repubblica cinese
      - Ho Hongyi (Robert), giornalista e uomo d'affari
      - Ho Wenzi (Jean), sposò Jiting Shi
      - Ho Quizi (Grace), sposò Luo Wenzhao
      - Ho Xiaozi (Florence), sposò Yang Guozhen, medico specialista in malattie infettive e primo direttore medico di Hong Kong
      - Ho Hochi (George), sposò Feng Yueyan, uomo d'affari di Hong Kong

  - Ho Fook, sposò Lucy Rothwell, uomo d'affari e filantropo
    - Ho Shirong, sposò Hong Yunzhi
    - Ho Baozi (Bessy), sposò Zhang Peijie
    - Ho Shiyao, sposò Shi Yanfang (Ethel Zimmern)
    - Ho Stella, sposò G.M. Davreux
    - Ho John, sposò Florence Kwok, uomo d'affari di Hong Kong
    - Ho Vivienne, sposò Raymond Cheng
    - Ho Audrey, sposò Perry Tcheng
    - altri sei cinque figli
    - He Shiguang, sposò Flora Hall, presidente degli ospedali di Tung Wah
      - Ho Hongen (Bertram), sposò Cheung Sze Tsarm
      - Ho Yuhe (Mary), sposò Liang Shihua
      - Ho Hongzhan (Ernest), sposò May Ngan, Diana Wong e Ding Yuzhu
      - Ho Hongwei (John), sposò Leontine To
      - Lui Wanzhang (Priscilla), sposò Xie Dean (Andrew)
      - Lui Wanwen (Patricia), sposò Julio Swing (divorzio)
        - Sun Hung (Diego Swing), artista e imprenditore

      - Ho Hongjun (Joseph)
      - Ho Yuhong (Nanette), sposò Feng Qide
      - Ho Hung-sun, sposato quattro volte, imprenditore
        - Ho Chaoying (Jane Francis), sposò Xiao Baicheng (divorziato)
        - Ho Shuguang (Robert), sposò Suki
        - Ho Chaoxian (Angela), sposò Peter Kjaer
        - Ho Chaoxiong (Deborah)
        - Ho Chaoqiong (Pansy), sposò Xu Jinheng (divorzio), imprenditrice
        - Ho Chaofeng (Daisy), sposò He Zhijian
        - Ho Chaoyu (Maisy)
        - Ho Chaoyi (Josie), sposò l'attore Conroy Chan, cantante ed attrice
        - Ho Xiaolong (Lawrence), sposò Luo Xiuyin
        - Ho Chaoyun (Florinda)
        - Ho Chaolian (Laurinda)
        - Ho Yuqi (Orlando)
        - Lui Chaoying (Sabrina), imprenditrice
        - Lui Yanheng (Arnaldo)
        - Lui Junjun (Mario)
        - Ho Chaoxin (Alice)

      - Lui Qiqi (Winnie), sposò in prime nozze Mai Zhiwei (divorzio), e in seconde nozze Du Shaoneng
      - Ho Wei (Susie), sposò l'uomo d'affari e proprietario del team della Formula 1, Ye Deli (Teddy Yip)
      - Ho Hongduan
      - Ho Yuying (Louise), sposò Keith Mok

    - Ho Shiliang, sposò Luo Xueyu (Edna)
    - Lui Shiquan
    - Ho Shizhen, sposò Florence Hall
    - Elizabeth, sposò Arthur Waller
    - Ha Shiqi, sposò Luoqiao Zhen (Doris Rothwell)
      - Eric Peter Ho, segretario dei servizi sociali cinese, sposò Yang Chin Alice

    - Lui Baolian (Victoria), sposò Zhang Baoshu (James Bush)
    - Lui Baozhi (Nancy), sposò Albert Edward Kew
    - Lui Baoxian (Phyllis), sposò Edward Law
    - Lui Liqiong

  - Lui Qiman
  - Ho Qizhen, uomo d'affari ed attivista sociale, sposò Shi Wei
    - Ho Shijie, sposò Winnie Choa
    - Ho Shihua, sposò Shi Ruifang (May)
    - Ho Shiwen, sposò Deng Aihua (Ivy)
    - Lui Shichang, sposò Li Zongyu
    - Ho Shi'an
    - Lui Shile, sposò Zhao Huizhen
    - Lui Shikang
    - Lui Shijian
    - Ho Shiwei, sposò Zhang Yilian
    - He Shiyong, sposò Mai Biyu
    - He Shixiong, sposò Luo Ruiying
    - Lui Shigang, sposò Zhou Yiyi
    - Lui Shiqiang
    - Lui Shimeng, sposò Huang Mefu
    - Lui Shilie
    - Ho Shiji
    - Egli Boling (Elizabeth), sposò Xie Jiabao (Simon)
    - Ho Bozhen (Elsie), sposò Cai Baoyao
    - Lui Bojian (Flora), sposò Wu Zhaoen
    - Lui Baizhen
    - Ho Baizhen (Pansy)
    - Ho Baifang (Rebecca), sposò Peng Xiushan (Peter)
    - Ho Bene (Jeneive)
    - Ho Bairui (Nancy), sposò Lin Xianguang
    - Bo Ho Chang (Rose), sposò Ma Xuan Hung (Charles)
    - Lui Bella (Stella), sposò Mai Zhixian (Peter)
    - Lui Baiben
    - Lui Baiyan
    - Ho Baiyuan (Monica), sposò Guo Shengcai (Philip)
    - Ho Bairong, sposò l'attore e cantante Lee Hoi-chuen
      - Li Qiuyuan (Phoebe)
      - Li Qiuqin (Agnes)
      - Li Zhongyu (Peter, 1939-2008), sposò Lin Yanni (divorzio), in seconde nozze sposò Zhang Mali
      - Li Zhenhao (Bruce), sposò Linda
        - Li Guohao (Brandon)
        - Li Xiangning (Shannon)

      - Robert Lee (Robert), sposò Li Xiaobin (divorzio)
        - Li Jiahao

  - Ho Qijia (Walter), sposò Louise = Gladys Steyn, trasferitosi in Sud Africa
  - Ho Ruiting, sposò Jin Fu
  - Ho Baijuan, stabilitosi a Singapore
  - Guo Maochao